# Mode opératoire
 (septembre 2016).
Si vous disposez d'ouvrages ou d'articles de référence ou si vous connaissez des sites web de qualité traitant du thème abordé ici, merci de compléter l'article en donnant les références utiles à sa vérifiabilité et en les liant à la section « Notes et références ».
Un mode opératoire consiste en la description détaillée des actions nécessaires à l'obtention d'un résultat.
Dans le cadre d'une procédure d'entreprise ou d'un processus industriel, le mode opératoire décrit généralement le déroulement détaillé des opérations effectuées sur un poste fixe, mais il peut également décrire l'enchaînement des opérations de poste à poste.

## Mode opératoire d'un poste de travail
Il s'agit d'une série, généralement standardisée, d'opérations, décrite sous forme textuelle et/ou visuelle. Elle peut comporter des prises de décision et décrit le ou les chemins qui mènent son utilisateur d'une situation initiale identifiée à une situation finale souhaitée.
- Dans l'industrie mécanique et la métallurgie, ce mode opératoire fait l'objet, dans le jargon du métier, d'une « gamme » de fabrication. Principalement sous la responsabilité du bureau des méthodes.
- Dans l'industrie agro-alimentaire, en pharmacie et cosmétiques, le mode opératoire prend généralement le nom de « recette ».

## Mode opératoire fabrication des échelles
Un mode opératoire décrivant les enchaînements opératoires de poste à poste permet de définir :
- l'ensemble des postes de travail concernés par la réalisation d'un produit, d'une pièce élémentaire,
- les temps de passage prévus (alloués) à chaque poste,
- l'ordre logique d'intervention de chaque poste (machine, ou poste manuel),
- les conditions d'enchaînement, de déclenchement, des opérations successives (voir PERT),
- les moyens de transfert de poste à poste.

Quand le processus est discontinu, c’est-à-dire que le passage de poste à poste n'est pas automatiquement cadencé, ce mode opératoire, qualifié de macro-gamme dans l'industrie mécanique, sert de base aux différentes méthodes de gestion de la production. (Voir : Transitique)
Quand le processus est continu, ce mode opératoire décrit globalement les contraintes imposées au procédé de transfert et de manutention (Voir ligne de montage).
Dans tous les cas, le mode opératoire inter-postes est l'information technique principale de la gestion des flux de fabrication.

## Qualité et mode opératoire

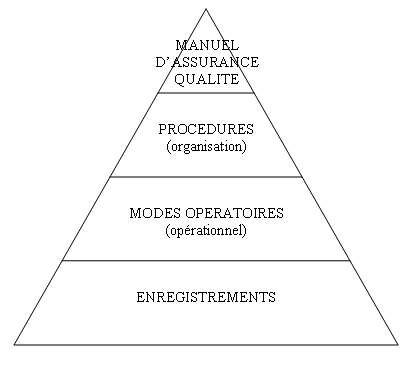
Hiérarchie documentaire ISO 9001 v2000

Elle est, dans le domaine professionnel, partie intégrante du système de management de la qualité. Chaque opérateur sur son poste de travail devant participer à la définition des modes opératoires qu'il devra mettre en œuvre.

## Organisation et informatique
En gestion de projet informatique, le mode opératoire doit être décrit avec l'aide des futurs utilisateurs de l'application. Il doit décrire les données utilisées et intégrer les règles métier préalablement définies.
Le sigle MOP est souvent utilisé dans les référentiels et lexiques documentaires en référence à la règle de nommage "1-2" (où l'on prendre la première lettre du premier mot, puis 2 du deuxième mot, puis 1, puis 2, etc.) pour désigner le Mode OPératoire.

## Cryptographie
En cryptographie, un mode d'opération est la manière de traiter les blocs de texte clairs et chiffrés au sein d'un algorithme de chiffrement par bloc. Chacun des modes possède ses propres atouts. Plusieurs modes existent, certains sont plus vulnérables que d'autres et des modes combinent les concepts d'authentification et sécurité.